# آژانس اطلاعات فدرال
آژانس اطلاعات فدرال (به آلمانی: Bundesnachrichtendienst) با سرواژه «بی‌اِن‌دی» (به آلمانی: BND) سازمان اطلاعاتی شنود الکترونیک در آلمان است. آژانس اطلاعات فدرال در کنار اداره فدرال محافظ قانون اساسی (BfV) و سرویس ضد جاسوسی نظامی (MAD) یکی از سه سازمان اصلی اطلاعاتی آلمان است و تنها سازمان اطلاعاتی آلمان است که مسئولیت غیرنظامیان و نظامیان را بر عهده دارد. سرویس اطلاعات برون‌مرزی کشور آلمان است.
آژانس اطلاعات فدرال دارای اختیارات گسترده‌ای است و کار آن از سال ۱۹۹۰ تحت قانون اداره اطلاعات آلمان تنظیم شده است.